# پرورش دادن (فیلم)
پرورش دادن (انگلیسی: Developing) فیلم کوتاه محصول سال ۱۹۹۳ به کارگردانی ماریا کوهن است. در این فیلم ناتالی پورتمن و فرانسیس کونروی نقش آفرینی کرده‌اند. فیلم دربارهٔ روابط بین یک دختر و مادر است که به بیماری سرطان پستان مبتلا است.